# Космическое выветривание
Косми́ческое выве́тривание — обобщающее название для описания процессов, которые происходят с любым телом, находящимся в агрессивной среде открытого космоса. Плотные тела (включая Луну, Меркурий, астероиды, кометы и некоторые из спутников других планет) подвергаются многим процессам выветривания:
- влияние галактического и солнечного космического излучения,
- влияние частиц солнечного ветра,
- бомбардировка метеоритами и микрометеоритами.

Изучение процессов космического выветривания крайне важно, поскольку эти процессы затрагивают физические и оптические свойства поверхности многих планетарных тел. Именно поэтому важно понимать то влияние, которые оказывают процессы выветривания на космические тела, чтобы правильно толковать данные, поступающие с исследовательских зондов.

## История
Большая часть наших знаний о процессах космического выветривания поступает из исследований лунных образцов, добытых экипажами Аполлонов, особенно реголита. Постоянный поток высокоэнергетических частиц и микрометеоритов, наряду с большими метеоритами, дробит, распыляет и испаряет компоненты лунного грунта.
Первыми продуктами выветривания, которые были признаны в лунных грунтах, стали «агглютинаты». Они создаются, когда микрометеориты плавят небольшое количество материала, который включает окружающие стеклянные и минеральные фрагменты, в единую стекловидную массу в размере от нескольких микрометров до нескольких миллиметров. Агглютинаты очень распространены в лунном грунте, составляя целых 60—70 %. Эти россыпи частиц кажутся тёмными человеческому глазу главным образом из-за присутствия наночастиц железа.
Космическое выветривание поверхности Луны запечатлевает на отдельных зернах пород (стекловидные всплески) следы солнечных вспышек, связывает водород, гелий, другие газы. В 1990-е годы благодаря использованию улучшенных исследовательских методов и инструментов, таких как электронный микроскоп, открыты очень тонкие налеты (60—200 нм), которые развиваются на отдельных зернах лунного грунта в результате воздействия паров от соседних зёрен, переживших удар микрометеорита и разрушение.
Эти процессы выветривания имеют большое влияние на спектральные свойства лунного грунта, особенно в ультрафиолетовом, видимом, коротковолновом инфракрасном свете. Такие спектральные изменения были в значительной степени вызваны включениями наночастиц железа, которое является распространенным компонентом и агглютинирует в грунтовых корках. Эти мельчайшие (один к нескольким сотням миллимикронов в диаметре) пузырьки металлического железа появляются, когда распадаются железосодержащие полезные ископаемые (например, оливин и пироксен).

## Влияние на спектр
Спектральные эффекты космического выветривания, с участием железистых корочек, проявляются трояко. Поскольку поверхность Луны становится более темной, то её альбедо уменьшается. Покраснение грунта увеличивает коэффициент отражения длинных волн спектра. Также уменьшается глубина диагностических поглотительных групп спектра. Эффект потемнения, вызванный космическим выветриванием, хорошо заметен при наблюдении лунных кратеров. У молодых кратеров имеются яркие системы «лучей», потому что метеориты выбросили на поверхность подлунные породы, но с течением времени эти лучи исчезают, поскольку процессы выветривания затемняют материал.

## Космическое выветривание на Меркурии
Условия на Меркурии существенно отличаются от условий на Луне. С одной стороны, здесь более высокие температуры днём (дневная поверхностная температура ~100 °C для Луны, ~425 °C для Меркурия) и более холодные ночи, которые могут сильнее влиять на выветривание. Кроме того, из-за своего местоположения в Солнечной системе Меркурий немного сильнее бомбардируется микрометеоритами, которые взаимодействуют с планетой при намного более высоких скоростях, чем на Луне. Благодаря этому выветривание поверхностного слоя на Меркурии происходит более интенсивно. Если принять воздействие космического выветривания на Луне за единицу, то эффекты выветривания на Меркурии, как ожидается, будут равны 13,5 единицам для оплавления пород на поверхности и 19,5 единицам при их испарении.

## Космическое выветривание астероидов
Роберт Джедик (Robert Jedicke) и его исследовательская группа из Института астрономии Гавайского университета впервые доказали изменение цвета астероидов в зависимости от возраста их поверхности. На основе этого наблюдения Дэвид Несворный (David Nesvorny) в Юго-западном научно-исследовательском институте (англ.) Боулдера применил несколько способов определения возраста астероидов. Точные данные о цвете более чем 100 тысяч астероидов были получены и внесены в каталог Желько Ивежичем (Zeljko Ivezic) из Вашингтонского университета и Марио Юричем (Mario Juric) из Принстонского университета, в процессе реализации программы Слоановского цифрового обзора неба.
Эти исследования помогли решить давнюю проблему о различии в цвете между метеоритами (обычными хондритами) и астероидами, осколками которых они предположительно являлись. Хондриты как молодые образования имеют синеватый цвет, а астероиды — преимущественно красноватый. Синеватые области на астероидах теперь объясняются «астероидотрясениями» и относительно недавними ударами метеоритов, обнажающими свежие слои породы.